# (127) Johanna
(127) Johanna – planetoida krążąca pomiędzy orbitami Marsa i Jowisza. 

## Odkrycie
Została odkryta 5 listopada 1872 roku w Obserwatorium paryskim przez Prospera Henry’ego. Nazwa planetoidy pochodzi od Joanny d’Arc, francuskiej bohaterki narodowej.

## Orbita
(127) Johanna krąży w średniej odległości 2,75 jednostek astronomicznych od Słońca (okres obiegu to 4 lata i 209 dni). Ma średnicę ok. 122 km i wykonuje jeden pełny obrót wokół własnej osi w czasie ok. 11 godzin. 
(127) Johanna ma bardzo ciemną powierzchnię i prawdopodobnie składa się z pierwotnych węglanów.